# Tonje Enkerud
Tonje Enkerud (* 21. August 1994 in Elverum, Norwegen) ist eine norwegische Handballspielerin, die für den norwegischen Erstligisten Storhamar Håndball aufläuft.

## Karriere

### Im Verein
Enkerud spielte für Flisa IL, mit deren Damenmannschaft sie in der vierthöchsten norwegischen Spielklasse antrat. Im Jahr 2012 schloss sich die Rückraumspielerin dem Erstligisten Storhamar Håndball an. Mit Storhamar nahm sie in drei Spielzeiten am Europapokal teil. Ab dem Sommer 2021 stand Enkerud beim dänischen Erstligisten Viborg HK unter Vertrag. Im Sommer 2023 kehrte sie zu Storhamar Håndball zurück. Durch einen Kreuzbandriss, den sie sich am 28. August 2023 im Training zugezogen hatte, musste sie die Saison 2023/24 pausieren. Mit Storhamar Håndball gewann sie 2024 den norwegischen Pokalwettbewerb sowie 2025 die norwegische Meisterschaft.

### In der Nationalmannschaft
Enkerud bestritt 37 Länderspiele für die norwegische Jugendauswahl, in denen sie 69 Tore warf. Mit dieser Mannschaft gewann sie die Bronzemedaille bei der U-17-Europameisterschaft 2011. Bei der im folgenden Jahr ausgetragenen U-18-Weltmeisterschaft errang sie ebenfalls die Bronzemedaille. Für die norwegische Juniorinnenauswahl erzielte sie 95 Treffer in 33 Partien. Beim ersten Turnier in dieser Altersklasse belegte sie den vierten Platz bei der U-19-Europameisterschaft 2013. Auch bei der U-20-Weltmeisterschaft 2014 verpasste sie mit Norwegen die Medaillenränge.
Enkerud wurde ab November 2014 insgesamt 12-mal in der norwegischen B-Nationalmannschaft eingesetzt, für die sie 18 Treffer erzielte. Am 30. Mai 2018 gab sie ihr Debüt für die norwegische A-Nationalmannschaft. Bislang bestritt sie sechs A-Länderspiele, in denen sie sechs Tore warf.